# Paucartambo (província)
Paucartambo é uma província do Peru localizada na região de Cusco. Sua capital é a cidade de Paucartambo.

## Distritos da província
- Caicay
- Challabamba
- Colquepata
- Huancarani
- Kosñipata
- Paucartambo